# 伊藤盛一郎
伊藤 盛一郎（いとう せいいちろう、1993年12月3日 - ）は、日本の男性総合格闘家。オンタリオ州トロント出身。リバーサルジム横浜グランドスラム所属。元ZSTフライ級王者。元フライ級キング・オブ・パンクラシスト。

## 来歴
日本に帰国後、横浜市で育つ。高校で柔道を学び、高校卒業後にリバーサルジム横浜へ入門して総合格闘技を始めた。

### ZST
2015年2月22日、ZST.44のZSTフライ級タイトルマッチで八田亮と対戦し、2Rにボディへの膝蹴りからのパウンドによるTKO勝ちを収め王座獲得に成功した。
2015年8月23日、ZST.47のZSTフライ級タイトルマッチで矢島雄一郎と対戦し、3Rに右フックからのパウンドによるKO勝ちを収め初防衛に成功した。
2016年4月17日、ZST.50のZSTフライ級王座統一戦で暫定王者の坂巻魁斗と対戦し、1Rにニンジャチョークによる一本勝ちを収め2度目の王座防衛及び王座統一に成功した。

### RIZIN
2017年4月16日、RIZIN.5でRIZINデビュー。才賀紀左衛門と対戦し、1Rにパンチでダウンを奪い、3R判定勝ち。
2017年9月10日、ZSTへの次回参戦の見通しが立たないため、ZSTフライ級王座を返上した。
2019年4月21日、RIZIN.15でマネル・ケイプと対戦し、ボディブローで2R TKO負けを喫した。
2020年8月10日、RIZIN.23 - CALLING OVER -でDEEPフライ級王者の神龍誠と対戦し、激しい試合展開の末、2Rにフロントチョークで一本負けを喫した。
2021年10月24日、RIZIN.31でFighting NEXUSフライ級王者の橋本薫汰と対戦し、1Rに膝蹴りでダウンを奪われ劣勢となるも、2Rにリアネイキッドチョークで逆転一本勝ち。
2023年12月24日、PANCRASE340でフライ級暫定キング・オブ・パンクラス王座決定戦を行い、有川直毅と対戦し、2Rにリアネイキドチョークで一本勝ち。フライ級暫定キング・オブ・パンクラシストとなった。
2024年4月3日、第8代フライ級キング・オブ・パンクラシストの鶴屋怜がUFCとの契約を機にフライ級キング・オブ・パンクラス王座を返上したことで暫定王者の伊藤が正規王者に昇格、第9代フライ級キング・オブ・パンクラシストとなった。
2024年7月21日、PANCRASE 346のフライ級キング・オブ・パンクラス王座防衛戦でムハンマド・サロハイディノフと対戦し、3Rにワンハンドチョーク（片手でのリアネイキッドチョーク）で一本勝ち。王座初防衛に成功した。
2025年6月25日、フライ級キング・オブ・パンクラス王座を返上した。

## 人物
2024年、菅原美優と結婚。

## 戦績

### 総合格闘技
| 総合格闘技 戦績 | 総合格闘技 戦績 | 総合格闘技 戦績 | 総合格闘技 戦績 | 総合格闘技 戦績 | 総合格闘技 戦績 | 総合格闘技 戦績 |
| --------------- | --------------- | --------------- | --------------- | --------------- | --------------- | --------------- |
| 24 試合         | (T)KO           | 一本            | 判定            | その他          | 引き分け        | 無効試合        |
| 18 勝           | 3               | 12              | 3               | 0               | 2               | 0               |
| 4 敗            | 1               | 2               | 1               | 0               | 2               | 0               |

| 勝敗 | 対戦相手                     | 試合結果                       | 大会名                                                                                          | 開催年月日     |
| ○    | ムハンマド・サロハイディノフ | 3R 1:14 リアネイキッドチョーク | PANCRASE 346 【フライ級キング・オブ・パンクラス王座決定戦】                                     | 2024年7月21日  |
| ○    | 有川直毅                     | 2R 0:35 リアネイキッドチョーク | PANCRASE 340 【フライ級暫定キング・オブ・パンクラス決定戦】                                     | 2023年12月24日 |
| ○    | 秋葉太樹                     | 1R 4:39 リアネイキッドチョーク | PANCRASE 334                                                                                    | 2023年6月4日   |
| ○    | 上田将竜                     | 2R 1:26 リアネイキッドチョーク | PANCRASE 330                                                                                    | 2022年12月25日 |
| ○    | 橋本薫汰                     | 2R 4:07 リアネイキッドチョーク | RIZIN.31                                                                                        | 2021年10月24日 |
| ○    | 浜本"キャット"雄大           | 1R 4:40 TKO                    | ZST.69                                                                                          | 2020年11月22日 |
| ×    | 神龍誠                       | 2R 4:30 フロントチョーク       | RIZIN.23 - CALLING OVER -                                                                       | 2020年8月10日  |
| ×    | マネル・ケイプ               | 2R 3:59 TKO                    | RIZIN.15                                                                                        | 2019年4月21日  |
| ×    | 竿本樹生                     | 5分2R終了 判定0-3              | ZST.62                                                                                          | 2018年10月18日 |
| ○    | 才賀紀左衛門                 | 2R（10分/5分）終了 判定3-0     | RIZIN 2017 in YOKOHAMA -SAKURA-                                                                 | 2017年4月16日  |
| ○    | 内藤頌貴                     | 2R 4:59 ニンジャチョーク       | GRANDSLAM5-WAY OF THE CAGE-                                                                     | 2016年11月3日  |
| ○    | ユンホヨン                   | 2R 1:38 フロントチョーク       | ZST.53                                                                                          | 2016年8月7日   |
| ○    | 坂巻魁斗                     | 1R 2:02 ニンジャチョーク       | ZST.50 【ZSTフライ級王者統一戦】                                                                | 2016年4月17日  |
| ○    | 矢島雄一郎                   | 3R 3:51 KO                     | ZST.47 【ZSTフライ級タイトルマッチ】                                                            | 2015年8月23日  |
| ○    | 八田亮                       | 2R 3:09 TKO                    | ZST.44 【ZSTフライ級タイトルマッチ】                                                            | 2015年2月22日  |
| ○    | 島袋チカラ                   | 5分2R終了 判定3-0              | ZST.42                                                                                          | 2014年8月31日  |
| ○    | 竹中慎                       | 2R 2:15 リアネイキッドチョーク | ZST.41                                                                                          | 2014年5月25日  |
| △    | RYOTA                        | 5分2R終了 引き分け             | ZST.39                                                                                          | 2014年2月9日   |
| ○    | 梶川卓                       | 1R 1:35 腕ひしぎ十字固め       | VTJ 3rd                                                                                         | 2013年10月5日  |
| ○    | 藤澤彰紀                     | 1R 1:03 ヒールホールド         | ZST.35                                                                                          | 2013年4月7日   |
| △    | 吉岡弘晃                     | 5分2R終了 引き分け             | ZST.33～旗揚げ10周年記念大会～                                                                  | 2012年11月23日 |
| ×    | 渡部修斗                     | 1R 1:20 リアネイキッドチョーク | ZST SWAT! in FACE vol.11 SWAT!トーナメント2012決勝戦 【SWAT!バンタム級トーナメント2012 決勝戦】 | 2012年9月17日  |
| ○    | 上田貴央                     | 5分2R終了 判定3-0              | ZST SWAT!47-SWAT!トーナメント2012準決勝戦- 【SWAT!バンタム級トーナメント2012準決勝戦】          | 2012年8月12日  |
| ○    | 山田聖王                     | 2R 3:55 腕ひしぎ十字固め       | ～FIGHTING NETWORK ZST～BATTLE HAZARD 06 【SWAT!バンタム級トーナメント2012一回戦】              | 2012年7月16日  |

### グラップリング
| 勝敗 | 対戦相手   | 試合結果           | 大会名                         | 開催年月日     |
| △    | 出花崇太郎 | 8分1R終了 時間切れ | QUINTET FIGHT NIGHT 7 in TOKYO | 2021年7月13日  |
| △    | 澤田伸大   | 8分1R終了 時間切れ | QUINTET FIGHT NIGHT 7 in TOKYO | 2021年7月13日  |
| △    | 竹浦正起   | 8分1R終了 時間切れ | QUINTET FIGHT NIGHT 5 in TOKYO | 2020年10月27日 |

## 獲得タイトル
- 第3代ZSTフライ級王座（2015年）
- 暫定フライ級キング・オブ・パンクラス王座（2023年）
- 第9代フライ級キング・オブ・パンクラス王座（2024年）

### 試合映像
1. ↑  『【試合映像】伊藤盛一郎 vs. 神龍誠 / Seiichiro Ito vs. Makoto Shinryu - RIZIN.23』RIZIN公式YouTubeチャンネル、2020年。
2. ↑  『【試合映像】伊藤盛一郎 vs. 橋本薫汰 / Seiichiro Ito vs. Kunta Hashimoto - RIZIN.31』RIZIN公式YouTubeチャンネル、2021年。

### 補足映像
1. ↑  『【番組】RIZIN CONFESSIONS #58（※試合映像＆伊藤盛一郎と神龍誠による試合振り返りドキュメンタリー番組）』RIZIN公式YouTubeチャンネル、2020年。